# Ivar Asbjørn Følling
Ivar Asbjørn Følling (23 de agosto de 1888 - 24 de enero de 1973) fue un médico noruego. Nació en Kvam (hoy Steinkjer) en Nord-Trøndelag. Fue el descubridor de la enfermedad llamada fenilcetonuria, conocida comúnmente en Noruega como enfermedad de Følling.
Følling estudio química en el Instituto Noruego de Tecnología en Trondheim y se graduó en 1916 y de medicina en la Universidad de Oslo en 1922. Se doctoró en 1929 y trabajo en el laboratorio central de Rikshospitalet y se retiró en 1958 de la vida académica.